# يوفنتوس موسم 2010–11
كان موسم 2010–11 هو الموسم الـ113 لنادي يوفنتوس لكرة القدم في الوجود والموسم الرابع على التوالي في دوري الدرجة الأولى الإيطالي لكرة القدم. بدأ نادي يوفنتوس الموسم الجديد مع رئيس جديد هو أندريا أنييلي ومدرب جديد هو لويجي ديلنيري.